# Dark Social
Dark Social, zu Deutsch etwa „geheimes soziales [Netzwerk]“, manchmal auch Dark Traffic (geheimer Datenverkehr), ist ein 2012 entstandener Begriff, der den von nicht verfolgbaren, nicht messbaren Quellen ausgehenden Datenverkehr auf Webseiten bezeichnet. Gängigerweise gelten als solche Quellen klassische E-Mails oder Instant Messenger wie beispielsweise WhatsApp. Mit der zunehmenden Verbreitung von mobilen Apps ohne Referrer und des https-Standards gibt es jedoch inzwischen mehrere Ursachen für hohe Zugriffsraten ohne verfolgbare Herkunft und sie sind laut Kritikern somit nicht alleine auf Instant Messenger zurückzuführen.

## Ursprung und Folgen

### Bedeutung für Seitenbeitreiber
Der Begriff stammt vom Alexis C. Madrigal, dem Chefredakteur des The Atlantic. Er beschrieb die Idee hinter dem Begriff in dem Beitrag „Dark Social: We Have the Whole History of the Web Wrong“. Hauptthese dessen ist, dass die Bedeutung von (öffentlichen) sozialen Netzwerken wie Facebook oder Twitter massiv überschätzt und der Großteil geteilter Links über nicht-einsehbare Dienste wie E-Mail und Instant Messenger versendet werden würde. Im Gegenteil hätte letztere wiederum eine enorme Bedeutung, 2012 seien gut 56 Prozent aller Seitenaufrufe des The Atlantic von derlei nicht messbaren Quellen gekommen. Ursprung des Beitrages ist, dass es auf der Seite des The Atlantic sehr hohe Seitenaufrufe für einzelne Beiträge mit sehr langen Webadressen gab und gibt, die keiner Quelle zugeordnet werden konnten, und u. a. den https-, statt http-Standard verwenden würden.
Eine direkte Folge dessen sei, dass es für Seitenbetreiber wesentlich schwierig wäre, gezielte Werbung zu schalten bzw. die Inhalte zu monetarisieren. Auch sei die gezielte Ausrichtung und Entwicklung von Inhalten dadurch erschwert. Madrigal verdeutlicht zudem, dass dies auch Auswirkungen auf die Nutzer sozialer Netzwerke habe: Hätten diese bisher geglaubt, sie müssten private Daten im Austausch für ein „soziales Netzwerk“ geben, sei das Internet abseits dieser Plattformen, in den privaten Chats und Nachrichten wesentlich „sozialer“, „enger“ als geglaubt. Soziale Netzwerke seien demnach vor allem für die Aufzeichnung sozialer Interaktionen da. Während Nutzer nicht notwendigerweise alle Links auf Facebook etc. anklicken würden, wäre die Klickrate in Messengern wesentlich höher.

### Gesellschaftliche Bedeutung
Während Madrigal die Konsequenzen vor allem für Seitenbetreiber beschrieb, wird der Begriff seit 2017/18 auch mehr in einem sozialen bzw. gesellschaftlichen Kontext betrachtet. Im Gegensatz zu den öffentlichen Plattformen der sozialen Netzwerke, können Beiträge und Links in geschlossenen Chat-Gruppen – per E-Mail oder Instant Messenger – eine enorm viel größere soziale und damit politische Wirkung entfalten. Ein zentraler Grund dafür liegt in der Glaubwürdigkeit der Absendenden, die als „Verifikator“ für Beiträge gelten, auch wenn die Beiträge selbst sich von öffentlichen geteilten Beiträgen (bspw. Memes) nicht unterschieden. Bei mehreren Ereignissen im Jahr 2018 – Aufkommen der „Gelbwesten“-Bewegung in Frankreich, Gewaltausbrüchen in Indien wie auch der Wahlsieg Jair Bolsonaros in Brasilien – sollen öffentlich nicht einsehbare Chatgruppen eine große Rolle gespielt haben. Dirk von Gehlen erwartet, dass dieses Phänomen – und damit die Bedeutung von „Dark Social“ – 2019 erheblich wichtiger (und politischer) wird.

## Diskussion
Laut Angaben des Magazins Business Insider hätten 2014 mindestens 15 Prozent (mit steigender Tendenz) der Aufrufe das Online-Angebot des The Guardian keine Quellenangabe (Referrer), bei der deutschen Ausgabe von BuzzFeed liegt dieser Anteil zwischen 20 und 30 Prozent. Ob diese Aufrufe wirklich aus dem sog. „Dark Social“ stammten, ist aber fraglich. Unter anderem würden laut Informationen des Autors zahlreiche Android-Apps (u. a. die Facebook-App) keinen Referrer nutzen, zudem sei seit den Enthüllungen von Edward Snowden die Verbreitung des https-Standard, der ebenfalls die Rückverfolgung verhindert, massiv angestiegen. Auch die Nutzung von Suchmaschinen wie DuckDuckGo, die keinen Referrer ausgeben würden, nähme zu. Andere Medien bestätigten das zunehmende Teilen von Links über (u. a.) WhatsApp jedoch.
Niklas Hofmann der Süddeutschen Zeitung Online zitiert wiederum Berichte, nach denen der Traffic von E-Mail-Quellen massiv zurückgehe und (2012) lediglich die Hälfte der 12- bis 17-Jährige Instant Messenger nutze.